# Antonio Patricio de Alcalá Centeno
Antonio Patricio de Alcalá Centeno (Cumaná, Venezuela, 1722 - Caracas, Venezuela, 6 de agosto de 1811) fue un sacerdote y escritor venezolano que dedicó gran parte de su vida al servicio de la Iglesia católica.

## Vida
Fue hijo de Juan Antonio de Alcalá y de Luisa Centeno. En 1750, se ordenó como sacerdote, fue asignado capellán de la guarnición del castillo de Araya y cura en el pueblo de Río Caribe. En enero de 1759, es asignado como párroco de la iglesia parroquial de Cumaná. En el año de 1765, el obispo Mariano Martí lo nombra vicario superintendente de los anexos ultramarinos de aquel obispado, esto convierte a Alcalá como la primera autoridad eclesiástica en todo el oriente de Venezuela, hasta que en 1977 al haber desagradado al obispo de Puerto Rico, Manuel Jiménez Pérez, cesa en las funciones de vicario.
Al morir su prima María Alcalá Rendón en 1788, lo nombra albacea testamentario, ocupándose así de la escuela de primeras letras que había fundado diez años antes. Al año siguiente en 1789, el padre Alcalá funda un hospital de caridad en su ciudad natal de Cumaná, usando su propia casa como sede y con la aprobación del Rey de España lo dotó con 8000 pesos de renta. En los años siguientes se dedicó a investigar los archivos de la ciudad e ir escribiendo la historia de la misma, aunque estos libros no fueron publicados por él si no por el escritor Pedro Elías Marcano en la obra Consectario de la ciudad de Cumaná impresa en 1924.
En 1795, ocupa la canonjía a merced del Cabildo Eclesiástico de la catedral de Caracas. Allí fue asecendiendo en la jerarquía pasando de tesorero, chantre y finalmente en 1801, arcediano del mismo. Durante el terremoto del 21 de febrero de 1797, el hospital que hubo fundado en Cumaná sufrió grandes destrosos, este fue recuperado y mejorado gracias a un impuesto al aguardiente por parte del gobernador e intendente de la provincia de Cumaná Vicente Emparan con autorización de la Corona Española. En 1803, el arcediano Alcalá confiere a su sobrino José Gabriel de Alcalá el patronato del hospital. Al fallecer el 6 de agosto de 1811 fue enterrado en la catedral de Caracas. 